# Ivan Jolić
Ivan Jolić (Livno, 18. svibnja 1980.), bosanskohercegovački umirovljeni nogometaš.
Ivan Jolić svoju karijeru je započeo u livanjskom Troglavu, da bi ga dobre igre odvele u Široki Brijeg. Nakon Širokog,  Jolić odlazi u Varteks gdje je pružao sjajne partije. U sezoni 2005./06 igrao na poziciji napadača u NK Varteksu i postigao 16 zgoditaka. Jolić je u prvom navratu u Varaždin stigao 2002. godine iz Troglava iz Livna. U dresu krojača zadržao se četiri sezone, nakon čega je otišao 2006./07. u izraelski Hapoel iz Tel Aviva. I u Hapoelu Jolić je igrao na poziciji napadača, a treninzi su slični onima u Varteksu. 
Iste godine dobio je poziv izbornika reprezentacije BiH, Blaža Sliškovića, za prijateljsku utakmicu s Francuskom. Jolić se tada prvi put našao u najboljoj vrsti BiH.
Visok 187 cm, težina oko 80 kg. 
Klubovi za koje je do sada igrao:
- NK Troglav Livno
- NK Široki Brijeg
- NK Brotnjo Čitluk
- NK Varteks Varaždin
- Hapoel Tel-Aviv

U novoj sezoni 2007/2008 potpisao ugovor i igrao za
- NK Interblock Ljubljana